# The Paradigm Shift
| Совокупная оценка | Совокупная оценка |
| Источник          | Оценка            |
| ----------------- | ----------------- |
| Metacritic        | 65/100            |
| Оценки критиков   |                   |
| Источник          | Оценка            |
| AllMusic          | [ 2 ]             |
| Artistdirect      | [ 3 ]             |
| PopMatters        | 6/10              |
| Rock Sound        | 8/10              |
| Rolling Stone     | [ 6 ]             |

The Paradigm Shift — одиннадцатый студийный альбом американской ню-метал группы Korn, вышедший 8 октября 2013 года, с Доном Гилмором в качестве продюсера. Это первая работа музыкантов со времён Take a Look in the Mirror, в которой принял участие гитарист из классического состава команды Брайан «Хэд» Уэлч.

## Об альбоме

### Предыстория
По прошествии года после релиза The Path of Totality, Korn начали делать наброски для нового альбома. Джеймс «Манки» Шаффер заявил, что альбом будет включать в себя мрачные элементы, схожие с Issues (1999), смешанные с тяжестью Untouchables (2002). 2 мая 2013 года появилась информация о том, что Брайан «Хэд» Уэлч вернулся в состав группы и участвует в процессе записи альбома. Позже Брайан подтвердил своё возвращение в Твиттере. Первый сингл «Never Never» был официально выпущен 12 августа 2013 года. 6 сентября 2013 году «просочился» в сеть трек «Love & Meth», после этого группа выпустила несколько превью. Трек «Lullaby for a Sadist» изначально была написана в 2010 году до идеи дабстеп-альбома. «Spike in My Veins» изначально была написана и записана с Noisia для дебютного альбома J Devil, но закончили тем, что переделали, как песню Korn.

### Музыкальный стиль
Относительно звука альбома Манки сказал, что «новый материал был навеян нашими предыдущими работами, например Issues или даже Untouchables. Но в то же время альбом немного мелодичнее и немного агрессивнее».

### Название альбома
Манки также объяснил смысл названия нового альбома, The Paradigm Shift:

Это термин, охватывающий различные перспективы. Вы можете смотреть на произведение искусства под одним углом и видеть одно. А если вы посмотрите на него под другим углом, вы увидите совершенно другое. Мы применили это понятие к Korn в 2013. Хэд вернулся, и все элементы, которые любили фанаты теперь вместе, но мы их интерпретировали для новых перспектив.
Оригинальный текст (англ.)It's a term encompassing different perspectives," says guitarist James "Munky" Shaffer. "You can view a piece of art from one angle and it takes on a certain image. If you look from another angle, it's a completely different image. We liken that to Korn in 2013. With Head back in the fold, all of the elements fans have loved since day one are there, but we're interpreting them from a new perspective.

## Список композиций
26 июля 2013 года были опубликованы трек-лист и обложка альбома, а 28 числа того же месяца появилась информация и о длительности песен. Песня «Lullaby for a Sadist» была записана ещё для 10-го студийного альбома, но так и осталась рабочим материалом в связи с тем, что у команды появилась идея записи дабстеп-альбома.
| №                   | Название                                 | Длительность |
| ------------------- | ---------------------------------------- | ------------ |
| 1.                  | «Prey for Me»                            | 3:37         |
| 2.                  | «Love & Meth»                            | 4:03         |
| 3.                  | «What We Do»                             | 4:06         |
| 4.                  | «Spike in My Veins» (совместно с Noisia) | 4:24         |
| 5.                  | «Mass Hysteria»                          | 4:04         |
| 6.                  | «Paranoid and Aroused»                   | 3:34         |
| 7.                  | «Never Never»                            | 3:41         |
| 8.                  | «Punishment Time»                        | 4:00         |
| 9.                  | «Lullaby for a Sadist»                   | 4:18         |
| 10.                 | «Victimized»                             | 4:00         |
| 11.                 | «It's All Wrong»                         | 3:31         |
| Общая длительность: | Общая длительность:                      | 43:18        |

| №                   | Название                   | Длительность |
| ------------------- | -------------------------- | ------------ |
| 12.                 | «Wish I Wasn't Born Today» | 3:03         |
| 13.                 | «Tell Me What You Want»    | 3:02         |
| 14.                 | «Die Another Day»          | 3:45         |
| 15.                 | «Hater»                    | 3:53         |
| 16.                 | «The Game Is Over»         | 3:41         |
| Общая длительность: | Общая длительность:        | 49:22        |

## Видеоклипы
Всего вышло 4 видеоклипа с альбома:
- «Never Never»
- «Love & Meth»
- «Spike in My Veins»
- «Hater»

## Над альбомом работали
| Korn - Джонатан Дэвис — вокал, волынка - Брайан «Хэд» Уэлч — гитара - Джеймс «Манки» Шаффер — гитара - Реджинальд «Филди» Арвизу — бас-гитара - Рэй Лузье — барабаны, перкуссия | Другие участники - Дон Гилмор — продюсер, сведение - Марк Кикзула — сведение, звукорежиссёр - Бред Блеквуд — мастеринг - Noisia — продюсер и дополнительный музыкант («Spike in My Veins») |

## Чарты
| Чарт (2013)                   | Место |
| ----------------------------- | ----- |
| Австралия (ARIA)              | 7     |
| Австрия (Ö3 Austria)          | 7     |
| Дания (Hitlisten)             | 20    |
| Бельгия/Фландрия (Ultratop)   | 31    |
| Франция (SNEP)                | 26    |
| Германия (Offizielle Top 100) | 7     |
| Венгрия (MAHASZ)              | 29    |
| Нидерланды (Album Top 100)    | 38    |
| Новая Зеландия (RMNZ)         | 22    |
| Польша (ZPAV)                 | 11    |
| США (Billboard 200)           | 8     |
| Бельгия/Валлония (Ultratop)   | 25    |